# Pedro de Oyanarte
Pedro de Oyanarte (Guipúzcoa, Corona de Castilla, Monarquía Hispánica c. 1660s - San Salvador, Capitanía General de Guatemala 27 de diciembre de 1715) fue un capitán que ejerció el cargo de alcalde mayor de San Salvador desde julio a diciembre de 1715.

## Biografía
Pedro de Oyanarte nació en Guipúzcoa, Corona de Castilla de la Monarquía Hispánica por la década de 1660s, siendo hijo de Pedro Oyanarte y Angela de Subieta. Se trasladaría a residir a Santiago de Guatemala, y se dedicaría a la carrera de las armas. Contraería  matrimonio con Josefa de Cóbar y Romero, y posteriormente segundas nupcias con María Josefa Rodríguez de Espinosa; engedrando un total de 9 hijos.
En el año de 1706 sería nombrado capitán de la compañía de infantería del barrio de San Jerónimo de Santiago de Guatemala. Posteriormente, sería apoderado legal del licenciado Andrés de Vilches (juez eclesiástico y comisario del Santo Oficio en la villa de San Clemente de Mansera (actualmente Pisco) en el Virreinato del Perú), para que no le cobrasen ningún derecho real en el puerto de Acajutla y villa de Sonsonate por el envío de 1127 botijas de vino y 150 de aguardiente.
A mediados de 1715, el capitán Andrés de Miranda, quien había sido designado como alcalde mayor de San Salvador, le concede dicho título (facultad que le daba su nombramiento en caso de algún impedimento) para que tome posesión en su lugar. Ejercería ese puesto hasta su fallecimiento el 27 de diciembre de 1715, siendo sepultado en la capilla de Nuestra Señora del Rosario de la iglesia de Santo Domingo de la ciudad de San Salvador; y quedando como albacea testamentario y tenedor de bienes su cuñado el capitán José Rodríguez de Espinoza. Su fortuna sería motivo de varios litigios durante varios años, hasta el 12 de octubre de 1723, cuando se le ordenaba al alcalde mayor interino Rodrigo Salgado para que recaudase los bienes adeudados de los bienes de Oyanarte.